# ポリュドロス
ポリュドロス（古希: Πολύδωρος、英: Polydorus、紀元前700年-紀元前665年）はアギス朝のスパルタ王である。
ポリュドロスは先王アルカメネスの子で、次代の王エウリュクラテスの父である。彼は第一次メッセニア戦争の初期に統治し、共同統治者のテオポンポスと共にその戦争を戦い、勝利した。このためにポリュドロスは大きな名声を博したが、誰に対しても粗暴な振る舞いをせず、無礼な口も聞かず、裁判にあたっても公正な王であったために民衆からの人気もあった。ポリュドロスは貴族のポレマルコスによって殺され、ポリュドロスの死後、人々は彼の妻から牛と引き換えに彼の館を買い取った。パウサニアスによれば、歴代の王の中でもポリュドロスは特に尊敬されており、役職に付いた人は印章を押す際にはポリュドロスの像を押印したという。
また、スパルタはポリュドロスの治世の間にクロトンとロクリスに殖民都市を建設した。

## 註
1. ↑  パウサニアス, III, 3, 2
2. ↑  ibid, III, 3, 3
3. ↑  ibid, III, 12, 3
4. ↑  ibid, III, 11, 10
5. ↑  ibid, III, 3, 1